# أيمي لو وود
أيمي لو وود (بالإنجليزية: Aimee Lou Wood)‏ هي ممثلة بريطانية، ولدت في 3 فبراير 1995 في ستوكبورت في المملكة المتحدة.

## الأعمال

### أفلام
| السنة | العنوان                     | الدور     | مراجع |
| ----- | --------------------------- | --------- | ----- |
| 2021  | الحياة الكهربائية للويس وين | كلير واين | [ 8 ] |

### مسلسلات
| السنة     | العنوان                     | الدور     | مراجع  |
| --------- | --------------------------- | --------- | ------ |
| 2019–2023 | التربية الجنسية             | إيمي جيبس | [ 9 ]  |
| 2025      | اللوتس الأبيض الموسم الثالث | تشيلسي    | [ 10 ] |

### مسرحيات
| السنة     | العنوان      | الدور              | مراجع  |
| --------- | ------------ | ------------------ | ------ |
| 2016–2017 | ماري ستيوارت | الخادمة            | [ 11 ] |
| 2020      | العم فانيا   | سونيا سيريبرياكوفا | [ 12 ] |

## وصلات خارجية
- أيمي لو وود على موقع IMDb (الإنجليزية)
- أيمي لو وود على موقع ميتاكريتيك (الإنجليزية)
- أيمي لو وود على موقع ألو سيني (الفرنسية)
- أيمي لو وود على موقع قاعدة بيانات الفيلم (الإنجليزية)